# Bongabong
Bongabong (Bayan ng Bongabong) är en kommun i Filippinerna. Kommunen ligger på ön Mindoro, och tillhör provinsen Oriental Mindoro. Folkmängden uppgår till 59 477 invånare.

## Barangayer
Bongabong är indelat i 36 barangayer.
| - Anilao - Batangan - Bukal - Camantigue - Carmundo - Cawayan - Dayhagan - Formon - Hagan - Hagupit - Kaligtasan - Labasan | - Labonan - Libertad - Lisap - Luna - Malitbog - Mapang - Masaguisi - Morente - Ogbot - Orconuma - Polusahi - Sagana | - San Isidro - San Jose - San Juan - Santa Cruz - Sigange - Tawas - Poblacion - Aplaya - Bagumbayan I - Bagumbayan II - Ipil - Mina de Oro |